# Auguste Liesch
Jean-Baptiste Auguste Liesch (* 28. August 1874 in Bad Mondorf, Luxemburg; † 13. März 1949 in Luxemburg-Stadt, Luxemburg) war ein luxemburgischer Politiker und Schriftsteller.

## Leben und Wirken
Auguste Liesch kam aus einem Apothekerhaushalt und verbrachte seine Jugendzeit in Bad Mondorf und Esch-sur-Alzette. In Nancy und Paris studierte er Rechtswissenschaften. Dann war er ab 1904 Friedensrichter in Grevenmacher, 1907 wechselte er zum Bezirksgericht in Luxemburg-Stadt, wo er als Untersuchungsrichter tätig war. Von 1921 bis 1932 war er Leiter der Zollverwaltung des Großherzogtums Luxemburg. 1945 wurde er pensioniert.
Als Politiker war er vor allem als Minister in der Regierung von Émile Reuter bekannt, so war er von 1918 bis 1921 Justizminister und Minister für Öffentliche Bauten.
Von 1942 bis 1945 waren er und seine Familie nach Schlesien umgesiedelt.
In Luxemburg-Stadt und Dudelange sind Straßen nach ihm benannt, 2024 erschien eine Briefmarke ihm zu Ehren.
Auguste Liesch starb am 13. März 1949 in Luxemburg-Stadt im Alter von 74 Jahren.

## Der Literat
Erst spät trat er auf die Bühne der luxemburgischen Literaturszene, Witze und Gedichte waren früher von ihm in Zeitungen erschienen, das erste Buch aber erschien erst 1936 war D’Maus Ketti. Liesch schrieb auf Deutsch, Luxemburgisch und Französisch. 1940 erschien der Roman Im Schatten des Eichenhofes auf Deutsch. Seine Lyrik erschien 1946 auf Luxemburgisch. Der Band Allerhand 1947 umfasst Gedichte auf Luxemburgisch, Erzählungen auf Deutsch und Texte auf Französisch. 1979 erschien sein Gesamtwerk.
Auch wurden einige Texte von ihm vertont.